# Sinagoga din Besançon
Sinagoga din Besançon este un lăcaș de cult mozaic din municipiul Besançon (Franța). Edificiul fost construit în perioada 1869-1871 în stil maur de către arhitectul Pierre Marnotte, la solicitarea Federației Comunităților Evreiești din Besançon. El este situat pe str. Strasbourg nr. 27.